# 请勿追踪
请勿追踪（英語：Do Not Track，简称DNT，又译请勿跟踪、不要追蹤我）是一项HTTP头字段（Header）。当用户启用该功能后，浏览器会在HTTP数据传输中添加一个头字段：dnt: 1，该字段向网站的服务器表明用户不希望被追踪。这样，遵守该规则的网站就不会追踪用户的个人信息来用于投放更精准的广告。
較知名的请勿追踪軟體有DoNotTrackMe、Disconnect、Ghostery、隐私獾等，其中Ghostery原本只是純偵測軟體，不過在後來也加入了阻擋功能。

## 工作原理
它的工作原理如下：每次计算机发送或接收信息时，请求都以一些称为标头的短信息开始。这些字头段包括诸如使用的浏览器、计算机设置的语言以及其他细节等信息。 Do Not Track 信号是一个机器可读的标头，表明您不想被跟踪。由于这只是一个标头，而不是一个 Cookie，用户可以随意清除他们的 Cookie，但不会破坏 Do Not Track 的功能。

## 应用
因为DNT的使用缺乏监管或自愿，且关于网站应该如何响应头字段的标准也不明确，很少有广告公司真正支持它。而支持DNT请求的网站包括Medium和Pinterest。尽管谷歌在其Chrome浏览器中提供了这一选项，但它并没有在其网站上实现对DNT的支持，而是引导用户进入其在线隐私设置，选择退出基于兴趣的广告。数字广告联盟（Digital Advertising Alliance）、商業改進局理事会（Council of Better Business Bureaus）和直销协会（Direct Marketing Association）也并不要求其成员遵守DNT信号。
用于拦截网络追踪器和广告的拦截软件的使用已经变得越来越普遍(用户以隐私问题和性能影响为理由)，且苹果和Mozilla已经开始在他们的浏览器中添加隐私增强功能(如“跟踪保护”)，旨在减少不适当的跨站点跟踪。此外，欧盟的《通用数据保护条例》(GDPR)等法律也对企业如何存储和处理个人信息施加了限制。
普林斯顿大学计算机科学副教授Jonathan Mayer是W3C DNT工作组的成员之一，他认为DNT这个概念是一个“失败的实验”。

## 外部連結
- DoNotTrackMe[永久]，由Abine公司開發的请勿追踪軟體，可適用於大部分主流瀏覽器
- Disconnect（页面存档备份，存于），由2011年成立的Disconnect公司開發的请勿追踪軟體，可適用於大部分主流瀏覽器，但不支援IE
- Ghostery（页面存档备份，存于），由Ghostery公司(前身為Evidon公司)開發的请勿追踪軟體，可適用於大部分主流瀏覽器，但不支援IE
- Privacy Badger（页面存档备份，存于），由電子前哨基金會開發的請勿追蹤軟體，適用於Chrome和Firefox瀏覽器，但不支援Safari和IE
- Request Policy（页面存档备份，存于），Justin Samuel的請勿追蹤軟體，適用於Firefox瀏覽器
- Random Agent Spoofer（页面存档备份，存于），dillbyrne/dbyrne的請勿追蹤軟體，適用於Firefox瀏覽器